# Marx Brothers

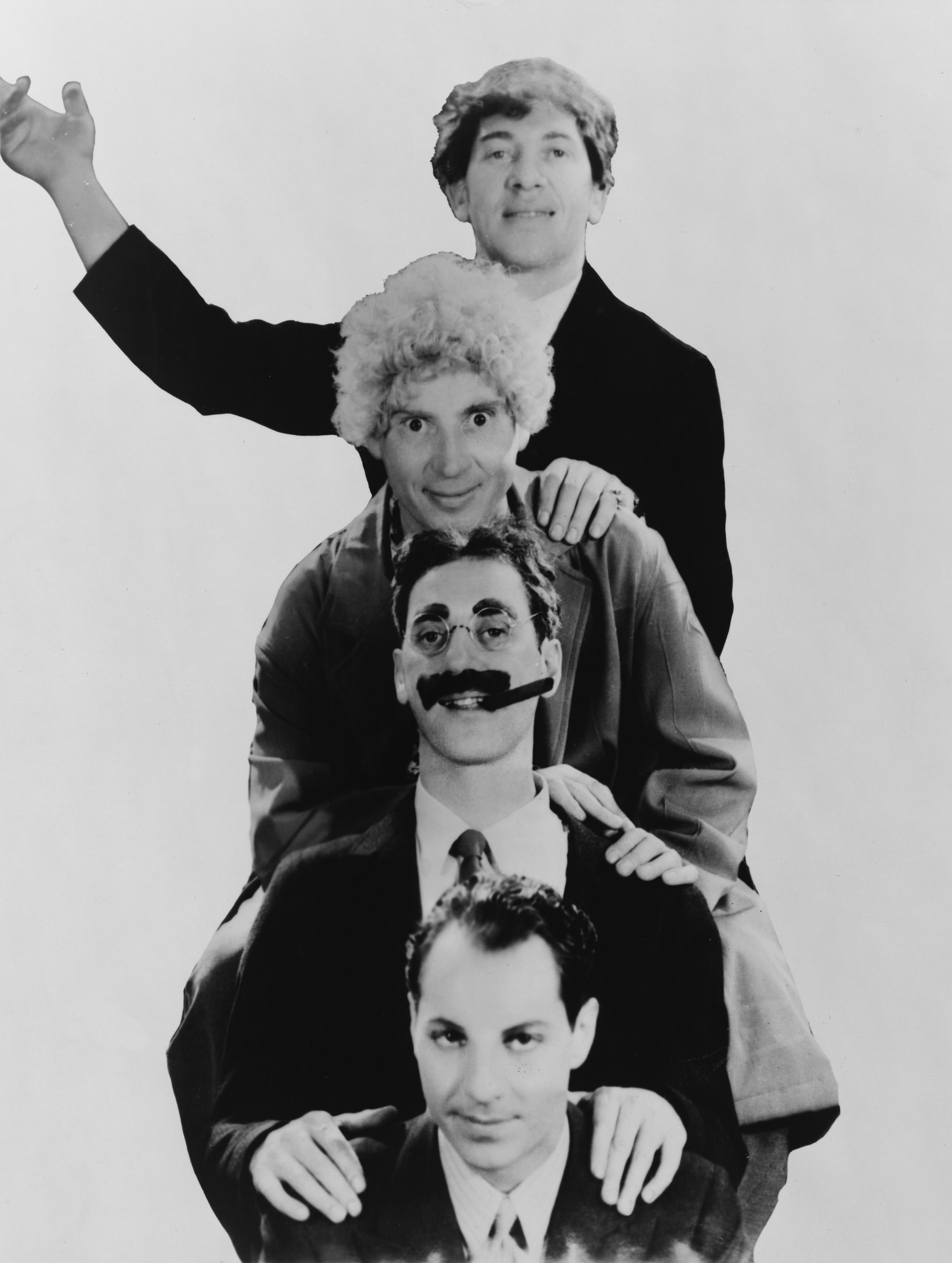
Die Marx Brothers, von oben nach unten: Chico, Harpo, Groucho und Zeppo; Foto von 1931

Die Marx Brothers waren eine US-amerikanische Komikergruppe, die durch Filme sowie Fernseh- und Theaterauftritte mit musikalischen Einlagen bekannt wurde und ihnen nachfolgende Komiker maßgeblich inspiriert hat. Sie zählten über Jahrzehnte zu den beliebtesten Komikern Amerikas.
Sie entstammten einer Familie, die in Yorkville in New Yorks Upper East Side lebte, einem Viertel, das zwischen dem irisch-deutschen und dem italienischen Viertel lag. Die Familie der Mutter Minnie Schönberg war aus Dornum in Ostfriesland eingewandert, der Vater Simon Samuel (Sam) Marx (1859–1933) stammte aus Mertzwiller im Elsass, was ihm später den Spitznamen „Frenchie“ einbrachte.
Als Marx Brothers traten auf:
- Chico (Leonard Marx, geb. 22. März 1887, gest. 11. Oktober 1961)
- Harpo (Adolph Arthur Marx, geb. 23. November 1888, gest. 28. September 1964)
- Groucho (Julius Henry Marx, geb. 2. Oktober 1890, gest. 19. August 1977)
- Gummo (Milton Marx, geb. 23. Oktober 1892, gest. 21. April 1977)
- Zeppo (Herbert Marx, geb. 25. Februar 1901, gest. 29. November 1979)

(der älteste Sohn Manfred starb bereits im Kindesalter, noch vor Chicos Geburt)

## Entwicklung und Karriere

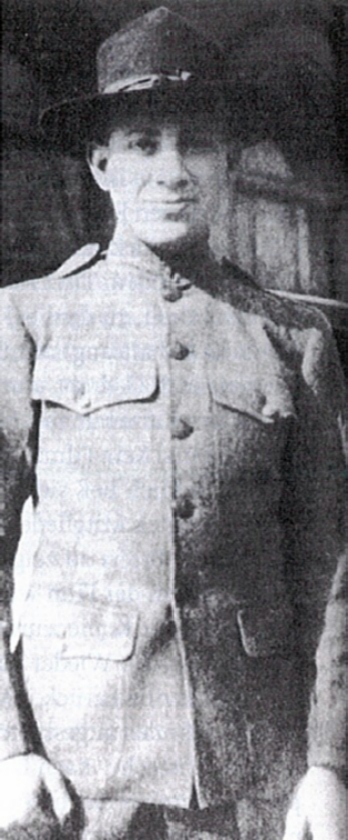
Gummo Marx 1916, als er zur Armee ging

Der Kern der Gruppe bestand aus dem Zyniker (und Sänger) Groucho mit Brille, aufgemaltem Schnurrbart und Zigarre, dem Italiener (und Pianisten) Chico mit dem spitzen Hut sowie dem stummen, verschmitzt lächelnden und hellrot gelockten Harfenisten Harpo, der unter seinem Mantel allerlei skurrile Gegenstände verbarg, neben einer Hupe beispielsweise brennende Kerzen.
In den ersten fünf Filmen wirkte auch Zeppo mit, doch blieb er als Normalbürger im Gegensatz zu den anderen drei ohne großen Wiedererkennungswert. Meist war er nur hinter den Kulissen tätig wie Gummo, der sich schon in den 1920er Jahren von der Bühne zurückgezogen hatte.
Begonnen hatte die Karriere der Brüder bereits zu Anfang des Jahrhunderts in Vaudeville-Shows, mit denen schon der Onkel mütterlicherseits, Al Shean, erfolgreich gewesen war. Auch die Mutter und deren Schwester standen zeitweise mit ihren Söhnen gemeinsam auf der Bühne. Von Musik und Gesang mit humorvollen Überleitungen verlagerte sich der Schwerpunkt jedoch bald zu Komik mit Musikeinlagen.
Die unterschiedlichen Rollen als Musiker und Komiker kristallisierten sich relativ früh heraus. Während Chico das Stereotyp des ständig den Chicks nachstellenden Frauenhelden mit italienischem Akzent entwickelte, legte Groucho seinen Akzent als Deutscher während des Ersten Weltkriegs mangels Popularität ab, wie auch Harpo seinen Namen Adolph durch Arthur ersetzte. Harpo wiederum, der immer fürchtete, seinen Text zu vergessen, blieb auf der Bühne sprachlos, da er die größten Erfolge damit hatte, als Pantomime mit roter bzw. in Filmen blonder Lockenperücke seine Scherze zu treiben bzw. auf der alten Harfe seiner Großmutter zu spielen, die er einst fand.
Aus einem Klassenzimmersketch, in dem Groucho als Lehrer seine Brüder zu unterrichten versuchte, entwickelten sich in den 1920er Jahren die Comedyshows I’ll Say She Is und The Cocoanuts, die Erfolge am Broadway und in England brachten.
Unterstützt wurden die Brüder von dem Autor George Simon Kaufman und dem Komponisten Irving Berlin. Scherzhaft wird auch die Schauspielerin Margaret Dumont als fünfter Marx Brother bezeichnet, da sie in mehreren Filmen als reiche Witwe auftrat, die von Groucho wegen ihres Geldes umgarnt, aber auch verhöhnt wird.
Zwischen 1932 und 1933 entstanden insgesamt 26 Folgen der Radioshow Flywheel, Shyster & Flywheel, in denen Groucho den Rechtsanwalt Waldorf T. Flywheel sprach und Chico seinen Gehilfen Emmanuel Ravelli. Die ersten drei Folgen wurden unter dem Titel Beagle, Shyster & Beagle ausgestrahlt; der Titel wurde dann geändert, nachdem ein New Yorker Rechtsanwalt namens Beagle mit einer Klage gedroht hatte. Einige Dialoge der Radiosendungen fanden später auch Verwendung in den Filmen der Marx Brothers.
Obwohl die Marx Brothers mit den neu aufkommenden Tonfilmen populär wurden, blieb Harpo in seiner Rolle stumm. Seine Autobiografie hat er jedoch mit Harpo spricht betitelt.
Nach dem Zweiten Weltkrieg zogen sich die meisten Brüder ins Rentnerleben zurück, während Groucho weiterhin mit seinem Wortwitz im Fernsehen präsent war. Mit seiner Fernseh- und Radioshow You Bet Your Life wurde er in den USA zu einem der populärsten Showmaster der 1950er Jahre. Die ersten Folgen der Sendung wurden noch, wie zu dieser Zeit üblich, live gesendet. Da aber Grouchos ungezügelter Wortwitz den für die Sendung Verantwortlichen Kopfzerbrechen bereitete, wich man bei späteren Folgen davon ab, und die Sendung wurde als Aufzeichnung gesendet. Er trat bis ins hohe Alter vor Publikum auf, insgesamt über einen Zeitraum von 70 Jahren.
Ein letztes, für 1960 geplantes Filmprojekt, bei dem die Marx Brothers unter der Regie von Billy Wilder noch einmal die Hauptrollen spielen sollten, kam wegen des schlechten Gesundheitszustands von Chico nicht mehr zustande. Es sollte eine Antikriegssatire im Stil von Duck Soup werden. Selbst Groucho, der damals kein großes Interesse mehr an weiteren Marx-Brothers-Filmen hatte, soll von dem Projekt begeistert gewesen sein, weil er Billy Wilder für einen der besten Regisseure hielt.

## Trivia
- Rob Zombie nimmt Bezug auf die Marx-Brothers in seinem Film The Devil’s Rejects.
- In der amerikanischen Sitcom ALF wird mehrfach Bezug auf die Marx-Brothers genommen. Vor allem Alfs ablehnende Haltung zum Bart von Groucho wird dabei erwähnt.
- Der französische Dichter und Theatertheoretiker Antonin Artaud verweist in seinem berühmten Buch Das Theater und sein Double mehrfach auf die Marx Brothers als Beispiel für anarchischen Humor.
- Die Gruppe hatte großen Einfluss auf Samuel Beckett, der allzu tiefsinnigen Deutungen seiner Werke mit Hinweisen auf die Marx Brothers zu begegnen pflegte.
- Die britische Rock-Gruppe Queen benannte ihr viertes und fünftes Studioalbum nach den – ebenfalls direkt nacheinander erschienenen – Marx-Brothers-Filmen A Night at the Opera und A Day at the Races.
- Die Marx Brothers rangieren in der Liste der 25 größten amerikanischen männlichen Filmlegenden aller Zeiten, die vom renommierten American Film Institute zusammengestellt wurde, auf Platz 20.

## Filme
- 1929: The Cocoanuts (nur OmU), Regie: Robert Florey, Musik: Irving Berlin
- 1930: Animal Crackers, Regie: Victor Heerman, Musik: Bert Kalmar, Harry Ruby
- 1931: Die Marx Brothers auf See (Monkey Business), Regie: Norman Z. McLeod
- 1932: Blühender Blödsinn (Horse Feathers), Regie: Norman Z. McLeod, Musik: Bert Kalmar, Harry Ruby
- 1933: Die Marx Brothers im Krieg (Duck Soup), Regie: Leo McCarey, Musik: Bert Kalmar, Harry Ruby
- 1935: Skandal in der Oper (A Night at the Opera), Regie: Sam Wood, Musik: Walter Jurmann
- 1937: Die Marx Brothers: Ein Tag beim Rennen (A Day at the Races), Regie: Sam Wood, Musik: Walter Jurmann
- 1938: Room Service (nur OmU), Regie: William A. Seiter
- 1939: Die Marx Brothers im Zirkus (At the Circus), Regie: Edward Buzzell
- 1940: Go West (Go West), Regie: Edward Buzzell
- 1941: Die Marx Brothers im Kaufhaus (The Big Store), Regie: Charles Reisner
- 1946: Eine Nacht in Casablanca (A Night in Casablanca), Regie: Archie Mayo
- 1949: Love Happy (nur OmU), Regie: David Miller

(OmU = Original mit Untertiteln)
weitere Filme:
- 1921: Humor Risk, nie veröffentlichter und mittlerweile verschollener Kurzstummfilm aus Eigenproduktion
- 1957: The Story of Mankind, Chico, Harpo und Groucho haben kleine Nebenrollen und treten nicht gemeinsam auf

## Filmdokumentationen
- Die unbekannten Marx Brothers (The Unknown Marx Brothers). Fernsehdokumentation von David Leaf und John Scheinfeld, USA 1993, 120 Min.